# کوردون لسنوی
کوردون لسنوی (انگلیسی: Kordon Lesnoy) یک شهرک در شهرستان استرلیباشفسکی استان باشقیرستان کشور روسیه است.